# HMS King George V (1911)

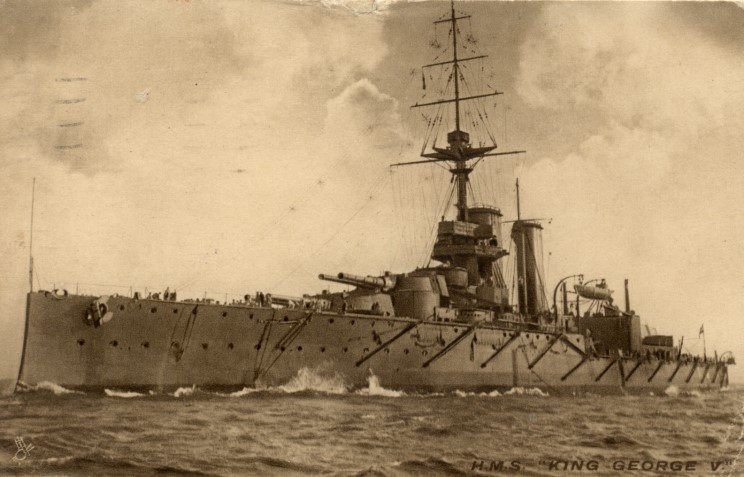
HMS King George V på ett vykort.

HMS King George V var ett brittiskt dreadnoughtslagskepp av King George V-klass som sjösattes år 1911 och som deltog i det första världskriget, bland annat i slaget vid Jylland.